# 제2차 모부투 쿠데타
제2차 모부투 쿠데타는 1965년 11월 25일 콩고 공화국 (레오폴드빌)에서 장군 모부투 세세 세코가 주도하여 대통령 조제프 카사부부와 총리 에바리스트 킴바를 전복시킨 성공적인 쿠데타이다. 이 쿠데타는 카사부부 대통령과 모이즈 촘베 사이의 정치적 교착 상태로 인해 발생했으며, 이는 폭력적인 대립으로 발전하여 국가를 더욱 불안정하게 만들 위협이 있었다. 쿠데타 초기 국내외에서 신중한 승인을 얻었다. 이는 수년간 지속된 콩고 위기의 종식을 알렸다.
하지만 1960년 모부투의 첫 번째 쿠데타 시도 당시 모부투가 "질서를 회복"하기 위해 일시적으로 카사부부의 권력을 제거한 후 물러나 그를 복귀시킨 것과 달리, 이번에는 모부투가 국가를 완전히 장악하고 광범위한 대통령 권한을 행사했다. 모부투는 5년 안에 민주주의를 회복하겠다고 약속했지만, 대신 권력을 공고히 하고 30년 넘게 콩고(이후 자이르)를 지배할 권위주의 정권을 수립했다.

## 배경
1960년 9월 5일, 카사부부 대통령은 남카사이국 학살과 같은 콩고의 지역 분쟁에 대한 논란이 많은 처리 방식(심각한 인권 침해와 광범위한 폭력을 초래)을 이유로 그의 총리였던 파트리스 루뭄바의 해임을 발표했다. 그러나 루뭄바는 자신의 해임이 불법이라 주장하며 이를 인정하지 않았고, 이에 대한 대응으로 카사부부를 해임한다고 선언했다.
카사부부와 루뭄바 사이의 권력 투쟁 속에서 모부투 장군은 1960년 9월 14일 무혈 쿠데타(1차 모부투 쿠데타)를 일으켰다. 그는 자신의 개입이 국가가 혼란에 빠지는 것을 막기 위해 필요하다고 주장했다. 자신의 개입을 전통적인 쿠데타가 아닌 "평화적 혁명"으로 묘사하며, 모부투는 자신을 독재자로 비추지 않으려 노력했고, 자신의 주된 역할이 질서 회복이라고 주장했다. 그는 공개적으로 중립적인 입장을 유지했지만, 사적으로는 루뭄바를 가택 연금에 처하며 카사부부와 동맹을 맺었다.
1960년 12월, 루뭄바는 가택 연금 상태에서 탈출을 시도하다 붙잡혔고, 이후 당시 모이즈 촘베가 이끌던 분리주의 활동 지역인 카탕가로 이송되어 구금되었다. 한 달 뒤인 1961년 1월 17일, 루뭄바는 카탕가 병사로 구성된 총살대에게 처형되었고, 그의 시신은 토막 나 황산에 용해되어 살해 증거를 인멸했다.
1963년, 피에르 물레는 중앙 정부를 전복시키려 했던 더 큰 반란인 심바 반란 이후 킬루 반란을 일으켰다. 콩고군인 콩고 국군(ANC)은 무능한 지도부 때문에 국토를 방어하는 데 비효율적임을 입증했다. 그 결과 훈련받지 않은 반군이 콩고 북동부의 상당 부분을 점령했으며, 콩고에서 세 번째로 큰 도시인 스탠리빌도 점령되었다. 군사 지원이 절박했던 카사부부 대통령은 전 카탕가 분리주의 지도자인 모이즈 촘베에게 도움을 요청하며 그와 동맹을 맺었다. 촘베는 벨기에 사업가들의 재정 지원을 받아 용병을 고용하여 심바 반군과 싸웠다. 이 동맹은 미국과 벨기에 공수부대의 지원과 함께 궁극적으로 1964년 말까지 반란을 진압하는 데 도움을 주었다.
1965년이 되자 킬루와 심바 반란이 대부분 진압되면서 카사부부와 촘베 간의 동맹은 효용성을 잃었다. 촘베는 많은 사람에게 루뭄바 암살의 공범으로 의심받아 그의 대중 이미지가 실추되었기 때문에 카사부부에게 정치적 부담이 되었다. 그 결과, 카사부부는 촘베를 권력에서 제거하려 움직였고, 이는 두 사람 간의 정치적 분열로 이어졌다.

## 쿠데타
1965년 3월 선거에서 촘베의 정치 동맹인 콩고 민족 회의(CONACO)는 의회의 양원에서 대부분의 의석을 차지했다. 그러나 이 동맹의 많은 의원들이 이탈하여 콩고민주전선(FDC)을 결성하면서 의회가 분열되었다. CONACO는 하원을 통제했지만, FDC는 상원을 장악했다.
10월 13일 새 의회의 첫 회기에서 카사부부 대통령은 촘베와의 정치적 경쟁이 심화되는 가운데, 촘베의 과도 정부가 콩고 동부의 좌익 반란을 진압하는 목적을 달성했다고 예상치 못하게 선언했다. 그는 촘베를 에바리스트 킴바로 교체하여 총리로 임명하고 국민 통합 정부(GNU)를 구성하도록 했다. 킴바 정부는 10월 18일에 공식적으로 출범했으며, 의회 내 39개 정당 중 16개 정당이 정부에 참여했다.
연립 정부는 11월 14일 불신임 결의를 맞았지만 의원 다수의 승인을 얻지 못했으며, 하원에서 72대 76, 상원에서 49대 58로 부결되었다. 그러나 카사부부 대통령은 의회의 친촘베 의원들의 반대에도 불구하고 킴바를 총리로 재임명하여 정부가 마비되는 상황으로 이어졌다.
정치적 교착 상태 속에서 육군 총사령관 조제프 모부투 장군이 군사적으로 개입했다. 1965년 11월 25일, 모부투는 질서 회복과 견딜 수 없는 정치 상황의 종결을 명분으로 무혈 쿠데타를 일으켰다. 라디오를 통해 발표된 쿠데타 시도는 순조롭게 진행되었으며, 모부투가 정부를 장악하는 동안 카사부부나 촘베 지지자들로부터 거의 저항을 받지 않았다. 수도와 주요 도시들은 눈에 띄는 군사적 충돌 없이 평온을 유지했다.
권력을 장악한 후, 모부투는 11개 조항의 선언문에서 모든 대통령 권한을 행사하겠지만 의회와 같은 국가 기관을 보존하고, 개인의 권리를 보호하며, 국제 협정을 존중하고, 콩고의 국제 기구 회원 자격을 유지하겠다고 선언했다. 또한 외국인 및 야당 신문에 대한 조치를 철회했다.
모부투는 5년 동안만 이 광범위한 대통령 권한을 유지할 것이며, 그 후에는 민주주의를 회복할 것이라고 약속했다. 그는 레오나르드 물람바 대령을 총리로, 보보조 장군을 명목상 국군 총사령관으로 임명했다. 그는 콩고 의회의 양원 의장 모두의 지지를 확보하여 그의 통치를 합법화했다.
대부분의 정치 지도자는 1965년 쿠데타를 지지했으며, 큰 반대는 없었다. 모부투는 카사부부와 같은 전 지도자들에게 제한적인 조치를 취하지 않았으며, 그들은 레오폴드빌을 자유롭게 돌아다닐 수 있었다. 전 총리 촘베는 카사부부의 축출에 기뻐했지만, 모부투가 대통령직으로 복귀하여 3월에 예정된 대통령 선거가 취소된 것에 대해서는 덜 열성적이었다.
비록 위헌적이었지만, 이 쿠데타는 카사부부와 촘베 간의 폭력적인 대립을 잠재적으로 막을 수 있는 것으로 여겨졌다.

## 여파
처음에 모부투는 쿠데타 이후 콩고 의회가 그의 결정과 헌법 개정을 승인할 것으로 기대하며 의회를 계속 열어두었다. 그는 의회를 활성화하면서 5년 동안 통치할 계획이었다.
그러나 이 시도는 거의 즉시 실패했다. 의회 휴회 기간 동안 많은 의원들이 휴가를 이용하여 모부투와 그의 정책에 대한 반대 운동을 벌였다.
그가 통과시킨 법률과 조례를 일부 의원들이 뒤집으려 한다는 사실을 알게 되면서 의회에 대한 그의 불만은 폭발점에 달했다. 이에 대응해 모부투는 의회 대부분의 권한을 박탈하고, 자신의 개헌을 형식적으로 승인하는 것만 허용했다.
1966년까지 모부투는 총리직을 폐지했고, 1967년 6월에는 국민 투표를 거쳐 하원과 상원으로 구성된 양원제를 해산하고 단원제 입법부를 설치했다.